# Helianthus resinosus
Helianthus resinosus — вид квіткових рослин з родини айстрових (Asteraceae).

## Біоморфологічна характеристика
Багаторічник 100–300 см заввишки (кореневищний). Стебла прямовисні, (часто червонуваті чи пурпуруваті) прямі, ворсисті чи війчасті. Листки переважно стеблові; переважно чергуються; листкові ніжки 0.5–2 см (ширококрилі); листкові пластинки від ланцетних до яйцюватих, 6.5–20 × 3.2–9 см, краї цілі чи пилчасті; абаксіально від ворсистих до запушених, із залозистими крапками. Квіткових голів 1–5. Променеві квітки 10–20; пластинки (частіше світло-жовті) 18–30 мм. Дискові квітки 90+; віночки 8–8.5 мм, частки жовті; пиляки темні. Ципсели 5–7 мм, майже голі. 2n = 102. Цвітіння: пізнє літо — осінь

## Умови зростання
США (Алабама, Флорида, Джорджія, Міссісіпі, Північна Кароліна, Південна Кароліна). Населяє узбіччя доріг, відкриті ділянки; 0–900+ метрів.

## Значущість
Цей вид є третинним диким родичем культивованого соняшнику Helianthus annuus і вже використовувався в селекції рослин для відновлення фертильності соняшнику. Він також належить до другої групи таксонів топінамбура H. tuberosus і культивується як декоративний. Крім того, рід Helianthus приваблює велику кількість місцевих бджіл.